# ليم دجي-يونغ
ليم دجي-يونغ هي عازفة كمان كورية جنوبية، ولدت في 1995 في سول في كوريا الجنوبية.